# Avril 1999

## Événements
- 1 avril: Création du Nunavut au Canada.
- 2 avril : 
  - reprise des bombardements des États-Unis et du Royaume-Uni sur l'Irak.
  - Les frappes de l'OTAN visent le centre de Belgrade.
- 6 avril : 
  - Sony Corporation et Philips en partenariat annoncent à la presse la sortie de leur nouveau disque optique haute-résolution, le Super Audio CD, dans le but de remplacer le Compact Disc classique.
  - Décès de l'homme politique et scientifique biélorusse Henadz Karpenka à 49 ans.
- 11 avril (Formule 1) : Grand Prix automobile du Brésil.
- 15 avril : Abdelaziz Bouteflika remporte l'élection présidentielle algérienne (74 %) au terme d'un scrutin contesté par les autres candidats.
- 20 avril : fusillade du lycée Columbine.

## Naissances
- 6 avril : Sercan Demir, gymnaste artistique turc.
- 8 avril : Jacob Guay, chanteur canadien.
- 10 avril: tha chico est né
- 19 avril : 
  - Corentin Moutet, tennisman français.
  - Luguentz Dort, joueur canadien de basket-ball.
- 30 avril : 1999 : Adrian Șut, footballeur roumain.